# Morskaja pechota
La Fanteria di marina russa (in russo Морская пехота России?, Morskaja pechota) è la forza anfibia della Marina militare della Federazione Russa.
Le origini della forza di fanteria della marina russa risalgono al 1705 e da allora è stata impiegata in molti conflitti, tra cui le guerre napoleoniche, la guerra di Crimea, la guerra russo-giapponese, la prima guerra mondiale, la seconda guerra mondiale e l'invasione russa dell'Ucraina del 2022.

Durante il Comando della Marina militare sovietica dell'Ammiraglio della flotta Sergej Georgievič Gorškov, tale reparto venne particolarmente potenziato e sue truppe furono dispiegate in tutto il mondo in numerose occasioni.

Dal crollo dell'Unione Sovietica, la Fanteria di marina russa è passata da 32 000 a 12 500 effettivi.

## Storia
La storia della fanteria di marina russa inizia nel 1705 su iniziativa di Pietro I, come Reggimento equipaggi imbarcati (in russo морской экипаж?), con la funzione di provvedere alle operazioni di terra della Flotta del Baltico.

Dalla sua nascita, la fanteria di marina russa avrebbe avuto una lunga e gloriosa storia come componente anfibia dell'Impero russo, dell'Unione Sovietica e successivamente della Federazione russa. 

La prima vittoria sul campo di questo Corpo fu ottenuta nella battaglia navale di Gangut del 1714 contro la flotta svedese, seguita dalla vittoria di Çeşme del 1770 contro la flotta turca e quindi la conquista della fortezza "Ismail" sul Danubio del 1790.

### Guerre napoleoniche
Durante le guerre napoleoniche la fanteria di marina russa si distinse per l'occupazione della fortezza francese di Corfù nel Mar Ionio nel 1799 e nello sbarco su Napoli di tre settimane dopo, preludio alla seguente avanzata verso Roma.
Durante la guerra della Sesta coalizione i fanti della marina si distinsero nelle battaglie contro i francesi di Borodino nel 1812, di Kulm nel 1813 e nell'assedio di Danzica del 1807.

### Guerra di Crimea
Nel biennio 1854-1855 i fanti della marina si distinsero nella sanguinosa difesa di Sebastopoli dalle truppe anglo-francesi e dai turchi.

### Guerra russo-giapponese
Nel 1904 fanti della marina si distinsero nella difesa di Port Arthur dalle truppe giapponesi, nello scenario della Guerra russo-giapponese.

### Seconda guerra mondiale

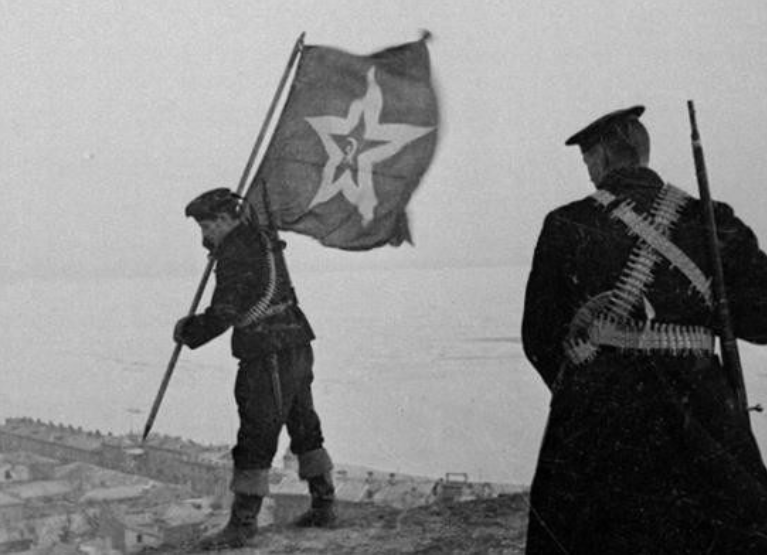
I fanti di marina sovietici nella penisola di Kerč' durante la liberazione della Crimea nel 1944.

Durante la seconda guerra mondiale, la Voenno Morskoj Flot SSSR (Marina militare sovietica) impiegò in combattimento 650 battaglioni, sei reggimenti e 40 brigate di fanteria di marina, oltre a numerose piccole unità distaccate. Cinque delle brigate furono impiegate con compiti di presidio. La situazione militare richiedeva l'impiego di numerosi fanti da inviare sui vari fronti terrestri, contribuendo alla difesa delle città di Mosca, Leningrado, Odessa, Sebastopoli, Stalingrado, Novorossijsk e Kerč'.
La fanteria di marina condusse oltre 114 sbarchi anfibi, la maggior parte delle quali utilizzando plotoni e compagnie per le operazioni iniziali, lasciando il resto alla fanteria regolare, non preparata a condurre questo tipo di operazioni. Grandi operazioni anfibie, mediante l'impiego di un gran numero di uomini e mezzi, furono condotte solo in sei casi: due sulla penisola di Kerč' in Crimea (una nel dicembre 1941, l'altra nel novembre 1943), una a Novorossijsk nel febbraio 1943, l'Operazione Moonsund nel Baltico nel settembre 1944 e l'invasione dell'isola di Sachalin e delle isole Curili nell'agosto 1945. I
Nel corso della seconda guerra mondiale, i fanti di marina sovietici si distinsero in modo particolare durante la disperata difesa di Sebastopoli nel 1941-1942 e la liberazione finale della Crimea nella primavera 1944.
Durante i combattimenti cinque brigate e due battaglioni furono elevati al rango di unità delle guardie, nove brigate e sei battaglioni furono decorati con ordini militari e la maggior parte fu decorata con titoli onorifici. Ben 122 fanti di marina ricevettero il titolo di Eroe dell'Unione Sovietica.

### Dopoguerra
L'esperienza acquisita nella guerra anfibia durante la seconda guerra mondiale contribuitì allo sviluppo delle capacità militari sovietiche nell'ambito delle operazioni militari combinate. La fanteria di marina è stata dotata anche di una componente di forze speciali con capacità di aviolancio e aviosbarco per mezzo delle tecniche HAHO/HALO, che ha conseguito con queste tecniche un numero di successi maggiori alle stesse Vozdušno-desantnye vojska.

### XXI secolo
Le unità di fanteria di marina hanno preso parte in forze all'invasione russa dell'Ucraina del 2022; in particolare l'810ª Brigata dalla Flotta del Mar Nero si è distinta nella prolungata battaglia di Mariupol, subendo pesanti perdite negli aspri combattimenti urbani ma contribuendo in modo decisivo alla vittoria dei russi e dei filo-russi del Doneck.
In visita sul sottomarino nucleare Archangelsk, il presidente russo Vladimir Putin ha annunciato il 28 marzo che lo Stato maggiore ha approvato il programma per riorganizzare le forze di fanteria marina russa da brigate a divisioni. Putin ha dichiarato che due brigate, tra cui la 155ª Brigata fanteria di marina, diventeranno divisioni nel 2025, altre due brigate diventeranno divisioni nel 2026 e che l’ultima brigata diventerà una divisione nel 2027.

## Ordine di battaglia

### Flotta del Pacifico
- 40ª Brigata fanteria di marina delle guardie "Krasnodar-Harbin"
- 155ª Brigata fanteria di marina delle guardie "Kursk-M.E. Gudkov"

### Flotta del Baltico
- 336ª Brigata fanteria di marina delle guardie "Białystok"
- 299º Centro addestrativo delle Forze costiere della Flotta del Baltico

### Flotta del Nord
- 61ª Brigata fanteria di marina "Kirkenes"
- 317º Battaglione fanteria di marina
- 318º Battaglione fanteria di marina
- 75º Ospedale navale

### Flotta del Mar Nero
- 810ª Brigata fanteria di marina delle guardie "60º Anniversario dell'URSS"

### Flottiglia del Caspio
- 177º Reggimento fanteria di marina delle guardie

## Comandanti
- Tenente generale Igor' Starcheus (2005 - 2009)
- Maggior generale Michail Gudkov (marzo - luglio 2025)